# سابرينا فيوري
سابرينا فيوري (بالإسبانية: Sabrina Fiore) مواليد 17 أبريل 1996، هي لاعبة كرة يد باراغوايانية تلعب كمحور. مثلت منتخب باراغواي لكرة اليد للسيدات.

## سجل المنافسة
شاركت في البطولات التالية:
- بطولة العالم لكرة اليد للسيدات 2013